# Triangle fan
 (juillet 2009).
Si vous disposez d'ouvrages ou d'articles de référence ou si vous connaissez des sites web de qualité traitant du thème abordé ici, merci de compléter l'article en donnant les références utiles à sa vérifiabilité et en les liant à la section « Notes et références ».

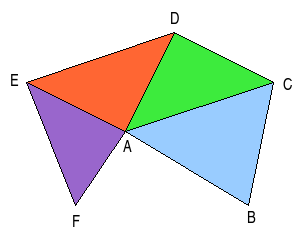
Ensemble de triangles reliés par un sommet commun A (Triangle fan)

Le Triangle fan est une primitive de dessin 3D qui décrit des triangles connectés partageant un sommet commun. 
Si N est le nombre de triangles, il suffit de N+2 sommets pour décrire le triangle fan. Le gain est considérable par rapport aux 3N sommets nécessaires pour décrire séparément chaque triangle. Ceci permet donc de réduire l'espace de stockage et le temps de traitement vis-à-vis d'une Triangle list (liste de triangles isolés).
Une autre primitive utilisée est le Triangle strip (en) (triangles ayant un côté commun deux à deux), qui peut se décrire également par N+2 sommets pour N triangles.
Tout polygone convexe peut être triangulé comme un unique "fan" en choisissant arbitrairement un point à l'intérieur comme sommet central.

## Sources et références
- (en) Cet article est partiellement ou en totalité issu de l’article de Wikipédia en anglais intitulé « Triangle fan » (voir la liste des auteurs).

1. ↑  (en) Triangle Fans (Direct3D 9)
2. ↑  (en) List
3. ↑  (en) Strips